# Llista d'asteroides/208201-208300
| Nom      | Designació provisional | Data de descobriment   | Lloc de descobriment | Descobridor/s                        |
| -------- | ---------------------- | ---------------------- | -------------------- | ------------------------------------ |
| 208201 - | 2000 RL59              | 7 de setembre de 2000  | Kitt Peak            | Spacewatch                           |
| 208202 - | 2000 RK75              | 3 de setembre de 2000  | Socorro              | LINEAR                               |
| 208203 - | 2000 SX8               | 21 de setembre de 2000 | Socorro              | LINEAR                               |
| 208204 - | 2000 SD16              | 23 de setembre de 2000 | Socorro              | LINEAR                               |
| 208205 - | 2000 SE24              | 24 de setembre de 2000 | Socorro              | LINEAR                               |
| 208206 - | 2000 ST24              | 26 de setembre de 2000 | Bisei SG Center      | BATTeRS                              |
| 208207 - | 2000 SU43              | 22 de setembre de 2000 | Socorro              | LINEAR                               |
| 208208 - | 2000 SJ53              | 24 de setembre de 2000 | Socorro              | LINEAR                               |
| 208209 - | 2000 SQ60              | 24 de setembre de 2000 | Socorro              | LINEAR                               |
| 208210 - | 2000 SK65              | 24 de setembre de 2000 | Socorro              | LINEAR                               |
| 208211 - | 2000 SV82              | 24 de setembre de 2000 | Socorro              | LINEAR                               |
| 208212 - | 2000 SG83              | 24 de setembre de 2000 | Socorro              | LINEAR                               |
| 208213 - | 2000 SW83              | 24 de setembre de 2000 | Socorro              | LINEAR                               |
| 208214 - | 2000 SQ88              | 24 de setembre de 2000 | Socorro              | LINEAR                               |
| 208215 - | 2000 SL101             | 24 de setembre de 2000 | Socorro              | LINEAR                               |
| 208216 - | 2000 SK103             | 24 de setembre de 2000 | Socorro              | LINEAR                               |
| 208217 - | 2000 SW104             | 24 de setembre de 2000 | Socorro              | LINEAR                               |
| 208218 - | 2000 SP109             | 24 de setembre de 2000 | Socorro              | LINEAR                               |
| 208219 - | 2000 SA114             | 24 de setembre de 2000 | Socorro              | LINEAR                               |
| 208220 - | 2000 SL120             | 24 de setembre de 2000 | Socorro              | LINEAR                               |
| 208221 - | 2000 SL127             | 24 de setembre de 2000 | Socorro              | LINEAR                               |
| 208222 - | 2000 SL147             | 24 de setembre de 2000 | Socorro              | LINEAR                               |
| 208223 - | 2000 SE160             | 23 de setembre de 2000 | Socorro              | LINEAR                               |
| 208224 - | 2000 SR206             | 24 de setembre de 2000 | Socorro              | LINEAR                               |
| 208225 - | 2000 SL207             | 24 de setembre de 2000 | Socorro              | LINEAR                               |
| 208226 - | 2000 SO226             | 27 de setembre de 2000 | Socorro              | LINEAR                               |
| 208227 - | 2000 SM239             | 27 de setembre de 2000 | Socorro              | LINEAR                               |
| 208228 - | 2000 SC247             | 24 de setembre de 2000 | Socorro              | LINEAR                               |
| 208229 - | 2000 SZ249             | 24 de setembre de 2000 | Socorro              | LINEAR                               |
| 208230 - | 2000 SO254             | 24 de setembre de 2000 | Socorro              | LINEAR                               |
| 208231 - | 2000 SR260             | 24 de setembre de 2000 | Socorro              | LINEAR                               |
| 208232 - | 2000 SG262             | 25 de setembre de 2000 | Socorro              | LINEAR                               |
| 208233 - | 2000 SD265             | 26 de setembre de 2000 | Socorro              | LINEAR                               |
| 208234 - | 2000 SL273             | 28 de setembre de 2000 | Socorro              | LINEAR                               |
| 208235 - | 2000 SV281             | 23 de setembre de 2000 | Socorro              | LINEAR                               |
| 208236 - | 2000 SM299             | 28 de setembre de 2000 | Socorro              | LINEAR                               |
| 208237 - | 2000 SH320             | 29 de setembre de 2000 | Kitt Peak            | Spacewatch                           |
| 208238 - | 2000 SS325             | 29 de setembre de 2000 | Kitt Peak            | Spacewatch                           |
| 208239 - | 2000 SN344             | 29 de setembre de 2000 | Xinglong             | Beijing Schmidt CCD Asteroid Program |
| 208240 - | 2000 SK359             | 26 de setembre de 2000 | Anderson Mesa        | LONEOS                               |
| 208241 - | 2000 TO20              | 1 d'octubre de 2000    | Socorro              | LINEAR                               |
| 208242 - | 2000 TJ40              | 1 d'octubre de 2000    | Socorro              | LINEAR                               |
| 208243 - | 2000 TK45              | 1 d'octubre de 2000    | Socorro              | LINEAR                               |
| 208244 - | 2000 TN45              | 1 d'octubre de 2000    | Socorro              | LINEAR                               |
| 208245 - | 2000 TP52              | 1 d'octubre de 2000    | Socorro              | LINEAR                               |
| 208246 - | 2000 UB19              | 29 d'octubre de 2000   | Socorro              | LINEAR                               |
| 208247 - | 2000 US32              | 29 d'octubre de 2000   | Kitt Peak            | Spacewatch                           |
| 208248 - | 2000 UF34              | 24 d'octubre de 2000   | Socorro              | LINEAR                               |
| 208249 - | 2000 UG42              | 24 d'octubre de 2000   | Socorro              | LINEAR                               |
| 208250 - | 2000 UD114             | 25 d'octubre de 2000   | Socorro              | LINEAR                               |
| 208251 - | 2000 VQ3               | 1 de novembre de 2000  | Socorro              | LINEAR                               |
| 208252 - | 2000 VM7               | 1 de novembre de 2000  | Socorro              | LINEAR                               |
| 208253 - | 2000 VQ12              | 1 de novembre de 2000  | Socorro              | LINEAR                               |
| 208254 - | 2000 VC19              | 1 de novembre de 2000  | Socorro              | LINEAR                               |
| 208255 - | 2000 VE53              | 3 de novembre de 2000  | Socorro              | LINEAR                               |
| 208256 - | 2000 VC57              | 3 de novembre de 2000  | Socorro              | LINEAR                               |
| 208257 - | 2000 VW57              | 3 de novembre de 2000  | Socorro              | LINEAR                               |
| 208258 - | 2000 VQ61              | 3 de novembre de 2000  | Socorro              | LINEAR                               |
| 208259 - | 2000 WX5               | 19 de novembre de 2000 | Socorro              | LINEAR                               |
| 208260 - | 2000 WT16              | 21 de novembre de 2000 | Socorro              | LINEAR                               |
| 208261 - | 2000 WW22              | 20 de novembre de 2000 | Socorro              | LINEAR                               |
| 208262 - | 2000 WN64              | 25 de novembre de 2000 | Kitt Peak            | Spacewatch                           |
| 208263 - | 2000 WZ66              | 21 de novembre de 2000 | Socorro              | LINEAR                               |
| 208264 - | 2000 WM85              | 20 de novembre de 2000 | Socorro              | LINEAR                               |
| 208265 - | 2000 WJ113             | 20 de novembre de 2000 | Socorro              | LINEAR                               |
| 208266 - | 2000 WQ113             | 20 de novembre de 2000 | Socorro              | LINEAR                               |
| 208267 - | 2000 WQ166             | 24 de novembre de 2000 | Anderson Mesa        | LONEOS                               |
| 208268 - | 2000 WC170             | 23 de novembre de 2000 | Eskridge             | G. Hug                               |
| 208269 - | 2000 XM                | 1 de desembre de 2000  | Kitt Peak            | Spacewatch                           |
| 208270 - | 2000 XQ                | 1 de desembre de 2000  | Kitt Peak            | Spacewatch                           |
| 208271 - | 2000 YQ20              | 28 de desembre de 2000 | Kitt Peak            | Spacewatch                           |
| 208272 - | 2000 YX25              | 22 de desembre de 2000 | Socorro              | LINEAR                               |
| 208273 - | 2000 YE52              | 30 de desembre de 2000 | Socorro              | LINEAR                               |
| 208274 - | 2000 YR56              | 30 de desembre de 2000 | Socorro              | LINEAR                               |
| 208275 - | 2000 YA94              | 30 de desembre de 2000 | Socorro              | LINEAR                               |
| 208276 - | 2000 YQ106             | 30 de desembre de 2000 | Socorro              | LINEAR                               |
| 208277 - | 2000 YB110             | 30 de desembre de 2000 | Socorro              | LINEAR                               |
| 208278 - | 2001 AH49              | 15 de gener de 2001    | Socorro              | LINEAR                               |
| 208279 - | 2001 BG1               | 17 de gener de 2001    | Socorro              | LINEAR                               |
| 208280 - | 2001 BB2               | 16 de gener de 2001    | Kitt Peak            | Spacewatch                           |
| 208281 - | 2001 BL5               | 19 de gener de 2001    | Socorro              | LINEAR                               |
| 208282 - | 2001 BM7               | 19 de gener de 2001    | Socorro              | LINEAR                               |
| 208283 - | 2001 BS13              | 21 de gener de 2001    | Socorro              | LINEAR                               |
| 208284 - | 2001 BS35              | 17 de gener de 2001    | Haleakala            | NEAT                                 |
| 208285 - | 2001 BX61              | 31 de gener de 2001    | Socorro              | LINEAR                               |
| 208286 - | 2001 CZ11              | 1 de febrer de 2001    | Socorro              | LINEAR                               |
| 208287 - | 2001 CN12              | 1 de febrer de 2001    | Socorro              | LINEAR                               |
| 208288 - | 2001 CC38              | 15 de febrer de 2001   | Socorro              | LINEAR                               |
| 208289 - | 2001 CC40              | 13 de febrer de 2001   | Socorro              | LINEAR                               |
| 208290 - | 2001 DH1               | 16 de febrer de 2001   | Kitt Peak            | Spacewatch                           |
| 208291 - | 2001 DL14              | 19 de febrer de 2001   | Socorro              | LINEAR                               |
| 208292 - | 2001 DO25              | 17 de febrer de 2001   | Socorro              | LINEAR                               |
| 208293 - | 2001 DT52              | 17 de febrer de 2001   | Socorro              | LINEAR                               |
| 208294 - | 2001 DO78              | 22 de febrer de 2001   | Kitt Peak            | Spacewatch                           |
| 208295 - | 2001 FK4               | 19 de març de 2001     | Kitt Peak            | Spacewatch                           |
| 208296 - | 2001 FQ13              | 19 de març de 2001     | Anderson Mesa        | LONEOS                               |
| 208297 - | 2001 FX23              | 19 de març de 2001     | Socorro              | LINEAR                               |
| 208298 - | 2001 FL40              | 18 de març de 2001     | Socorro              | LINEAR                               |
| 208299 - | 2001 FQ66              | 19 de març de 2001     | Socorro              | LINEAR                               |
| 208300 - | 2001 FA78              | 19 de març de 2001     | Socorro              | LINEAR                               |